# Pucciniosira albida
Pucciniosira albida är en svampart som beskrevs av Buriticá & Pardo-Card. 1998. Pucciniosira albida ingår i släktet Pucciniosira och familjen Pucciniosiraceae.   Inga underarter finns listade i Catalogue of Life.